# Akční film
Akční film je filmový žánr, který své hlavní postavy vrhá do neustálých nebezpečných scén jako jsou přestřelky, souboje či honičky. Ústřední postavou akčního filmu je obvykle hrdina, který se neohroženě vrhá do zdánlivě bezvýchodné situace, aby zabránil plánům padoucha ohrozit nevinné lidi.
I když se akční scény vyskytovaly ve filmu od samotného začátku kinematografie, akční film jako samostatný žánr se začal formovat až v 70. letech minulého století s tím, jak se začaly mnohem více rozvíjet technické profese jako jsou kaskadéři nebo tvůrci speciálních efektů. V dnešní době se akční film často prolíná s dalšími žánry jako jsou dobrodružné historické filmy, sci-fi nebo thrillery.

## První akční filmy
Za první akční scénu bývá považováno přepadení vlaku lupiči ve snímku Velká železniční loupež z roku 1903. Dobrodružné příběhy plné nebezpečných akcí z různých míst a dob se staly velmi populární ve 30. letech minulého století. Za prvního akčního hrdinu je často označován Douglas Fairbanks, který ztvárnil neohrožené postavy ve filmech jako Zloděj z Bagdádu, Zorro mstitel nebo Robin Hood.
Během 50. a 60. let se akční prvky začaly formovat nejčastěji v prostředí kovbojek z Divokého západu, western se brzy stal samostatným důležitým žánrem, kde se kromě bezhlavých dobrodružství začaly objevovat i vážnější témata. Napínavý thriller s akčními prvky natočil také Alfred Hitchcock ve filmu Na sever severozápadní linkou nebo John Sturges ve válečném filmu Velký útěk.
Velký úspěch zaznamenala hned od svého vzniku série, kde hrál hlavní roli britský špión James Bond. Zrodil se typický akční hrdina, který se vrhá do stále větších nebezpečí, je v každé situaci ochoten nasadit svůj život, stojí proti němu čím dál tím protřelejší padouch a jeho odměnou je láska krásné ženy. Filmy s Jamesem Bondem také nabídly do té doby neviděné automobilové honičky, delší bojové scény a přehlídku speciálních efektů.

## Nástup akčního filmu
Během 70. let se začal akční film rozvíjet ve velkém hned ve dvou směrech. Prvním byly drsné americké krimi filmy, které sice vycházely z klasické zápletky kriminálního příběhu – hlavní hrdina musí odhalit vraždu či dopadnout únosce – ale obsahovaly málo klasického vyšetřování, ale za to mnohem více honiček či přestřelek. Takový byl Clint Eastwood ve filmu Drsný Harry, Gene Hackman ve filmu Francouzská spojka nebo Steve McQueen ve filmu Bullittův případ. Zatímco filmy s Clintem Eastwoodem obohatily žánr o drsné hlášky a fascinaci zbraněmi jako bylo jeho .357 Magnum, Bullittův případ či Francouzská spojka nabídly pečlivě propracované automobilové honičky, které jsou i dnes vzorem pro mnoho akčních filmů.
Druhým místem, kde akční filmy začaly rozvíjet, byla jihovýchodní Asie. V Hongkongu začal své první filmy natáčet bývalý mistr bojových umění Bruce Lee a úspěch jeho filmů jako Velký šéf nebo Příchod draka dosáhl i do Evropy a USA. V Japonsku byl podobně úspěšný Sonny Chiba. Hvězdami akčních filmů se poprvé stali nikoli klasičtí herci, ale především profesionální mistři bojových umění, kteří nabídli divákům kung-fu souboje s pečlivou a věrohodnou choroegrafií.

## Zlatý věk akčního filmu

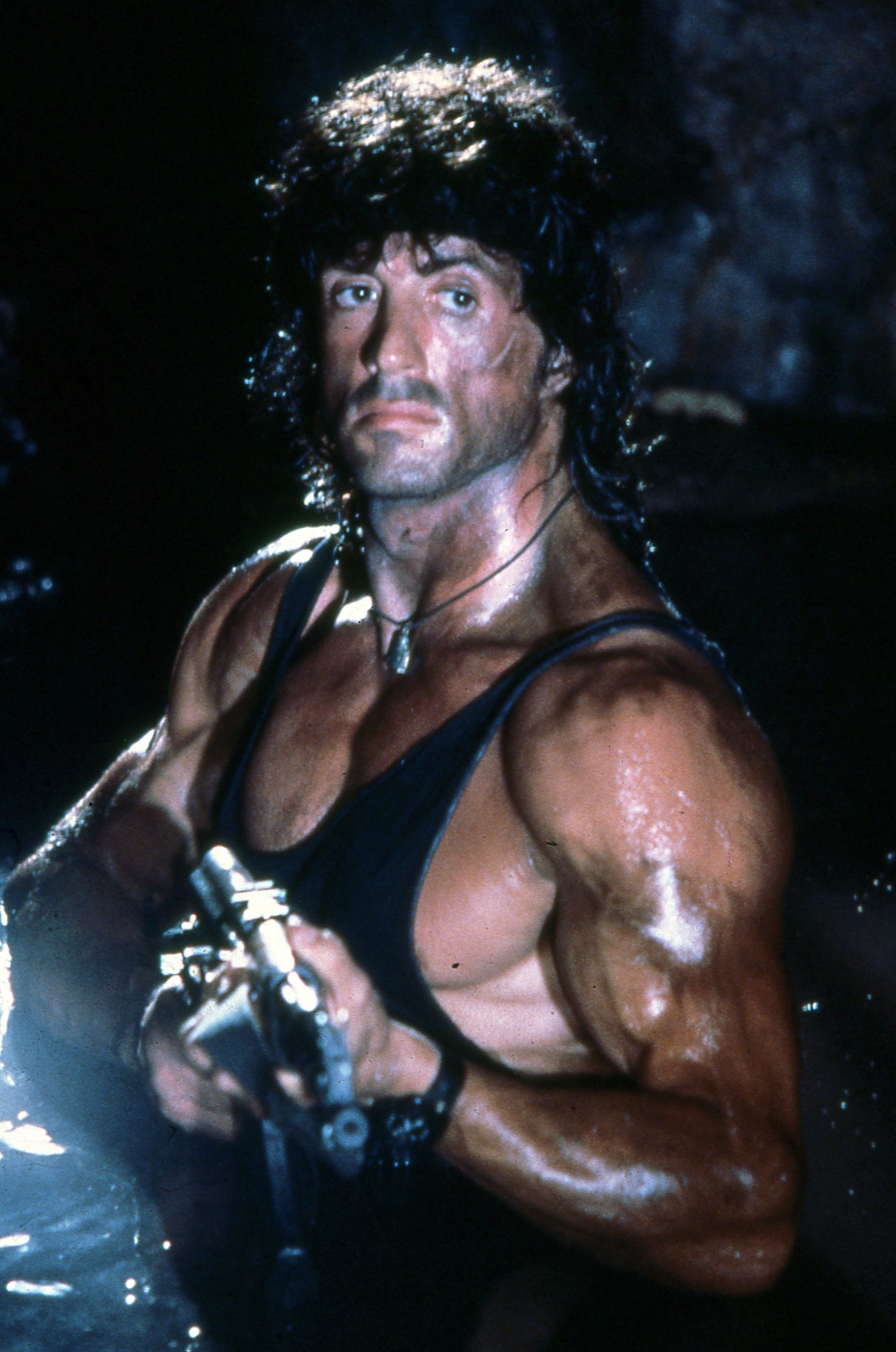
Sylvester Stallone jako John Rambo z filmu Rambo III (1988).

Za vrchol žánru bývají považovány 80. léta minulého století. V Hollywoodu se akční film stal zcela samostatným žánrem a pronikl výrazně i do jiných. Nejslavnějšími herci té doby byli Arnold Schwarzeneger, Sylvester Stallone, Chuck Norris či Bruce Willis. Akční hrdina v jejich podání byl sice málomluvný a nekomplikovaný, ale mohl se chlubit vypracovaným tělem a obrovskou fyzickou zdatností. Náročné akční scény, zahrnující masové přestřelky, obrovské výbuchy a další efekty umocňovaly dojem téměř nadpozemského hrdiny. Za nejslavnější filmy té doby jsou považovány filmy jako Rambo II, Komando nebo Smrtonosná past. Výsostné znaky akčních filmů obsahovaly i dobrodružné filmy, nejlepším příkladem je série Indiana Jones.
Odlišný směr nabídly akční komedie. Zatímco hrdinou výše zmíněných akčních filmů byl obvykle málomluvný hrdina, který sám porazil celou armádu protivníků, akční komedie nabídly většinou dvojici hrdinů, z nichž jeden byl opět málomluvný samotář, ale měl vedle sebe komediálního herce. Přednostmi takových filmů nebyly jen akční scény, ale i hašteření ústřední dvojice a jejich postupné seznamování. Toto nejlépe zvládal Eddie Murphy ve filmech jako 48 hodin nebo Policajt v Beverly Hills. Za prototyp akční komedie s dvojící parťáků je považována série Smrtonosná zbraň či později Poslední skaut.
Akční film výrazně pronikl do žánru akčních sci-fi, které zažilo podobný nástup popularity také v 80. letech minulého století. Honičky automobilů vystřídaly vesmírné souboje, souboje pozemských hrdinů se změnily na souboje s mimozemskými rasami a vše se odehrávalo nejen na Zemi ale i na vzdálených planetách. Zápletka mohla obsahovat i čisté sci-fi prvky jako je cestování časem nebo postapokalyptický pohled do budoucnosti. Nejlepšími příklady jsou filmy jako Terminátor, Vetřelci, Predátor, Robocop, Šílený Max, Total Recall a v mnoha směrech i Star Wars.
Kromě Hollywoodu se akčnímu filmu dále dařilo především v Hongkongu. Kromě filmů s bojovým uměním, které zrodily další herecké hvězdy jako Jackie Chan nebo Jet-Li či hvězdy choreografie jako Yuen Woo-Ping se na scéně objevily také velmi násilné a velmi krvavé akční filmy od režisérů jako John Woo, který natočil snímky jako Lepší zítřek nebo Hard Boiled. Tento subžánr akčního filmu získal svoje označení jako heroic bloodshed, což doslova znamená "hrdinské krveprolití".

## Prolnutí akčního filmu
S nástupem 90. let se začal akční žánr rozpadat a více vnořovat do jiných žánrů, především do sci-fi. Hvězdy 80. let jako Arnold Schwarzenegger nebo Sylvester Stallone ustoupily do pozadí a typický akční film s málomluvným hrdinou, který vystřílí celý ostrov, přestal bavit masové publikum a přesunul se z kin na videokazety. Herci jako Jean-Claude Van Damme, Dolph Lundgren či Steven Seagal sice zaznamenali menší úspěchy, ale většinou v Evropě, která se později stala hlavním odbytištěm jejich filmů.
Zhruba do poloviny 90. let ještě vznikaly velké akční filmy, které zaznamenaly dobrý úspěch. Buď se jednalo o pokračování úspěšných sérií (Smrtonosná zbraň nebo Smrtonosná past), a nebo o variace na klasické akční zápletky, ovšem s výrazně jiným hlavním hrdinou. Svalnaté akční hrdiny vystřídali charakterní herci jako Nicolas Cage nebo Keanu Reeves a akční scény kromě pečlivých choreografií a náročných efektů získaly i zběsilejší tempo především díky nástupu mladých režisérů (Michael Bay) ovlivněných natáčením klipů pro hudební stanici MTV. Za nejlepší příklad té doby můžeme považovat filmy jako Skála, Con Air a Nebezpečná rychlost.
Kvůli obavám z blížícího se přechodu Hongkongu pod Čínu se slavní tvůrci jako John Woo na čas přesídlili do Hollywoodu a natočili zde několik filmů kombinující oba dva světové proudy akčního žánru 80. let (Tváři v tvář), ale později se vrátili zpět a začali natáčet už v čínské produkci zcela jiné typy filmů.
Do popředí se zhruba v polovině 90. let dostaly filmy, které sice obsahovaly klasické prvky akčního filmu, ale díky prudkému nástupu počítačových efektů (CGI) mohly najednout vznikat desítky nových sci-fi filmů s různým námětem. I když tedy patří do žánru sci-fi, je vhodné je zmínit jako dobré příklady akčních filmů. Jsou to Den nezávislosti, Pátý element, Armageddon nebo Hvězdná pěchota. Celé desetiletí rámují dva filmy, které dobře popisují proměnu žánru. Zatímco Terminátor 2 z roku 1991 - často považovaný za nejlepší akční (sci-fi) film všech dob - je jednoduchou a nervydrásající honičkou, Matrix z roku 1999 je komplikovanou podívanou, kde nechybí propracované akční choreografie inspirované honkgonskou akční školou, ale zároveň je to filozofické poselství o vývoji lidstva především s nástupem počítačů a internetu.

## Akční film od roku 2000 do současnosti
Od počátku tisíciletí zůstává akční film roztříštěný do několika hlavních oblastí.
Klasický americký akční film ve stylu 80. let zůstává víceméně jako okrajový žánr, který je paradoxně mnohem úspěšnější v Evropě, a to díky produkcím společnosti francouzského režiséra a producenta Luca Bessona - jako například 96 hodin. Za výjimečný úkaz je považována trilogie Postradatelní, ve které se v režii Sylvestera Stallona hned třikrát spojili prakticky všichni akční hrdinové z 80. a 90. let, aby v nostalgické náladě zavzpomínali na svá nejlepší léta.
Do popředí se částečně dostaly špiónské filmy v čele s Jamesem Bondem. Zatímco ten byl na svém začátku neohroženým jednoduchým hrdinou, ve svých posledních dobrodružstvích v hlavní roli s Danielem Craigem už je to často temný a životem zlomený hrdina, co většinou spíše utíká než aktivní bojuje proti padouchům. V podobném stylu je natočena také série filmů s agentem Jasonem Bournem, který pátrá po své minulosti. Opakem jsou dobrodružné příběhy agenta Ethana Hunta v sérii Mission: Impossbile, ta sází především na úžasné kaskadérské kousky, které provádí často sám představitel hlavní role Tom Cruise.
Hongkongský akční film postupně ustoupil do pozadí, noví talenti se zrodili v dalších zemích jihovýchodní Asie. Thajský Ong-Bak, jihokorejský Oldboy nebo malajský Zátah ukazují, že pečlivá choreografie bojových umění v kombinaci se zajímavými vizuálním nápady má stále ještě u diváků místo a filmy se úspěšně prosadily v celém světě.
Akční sci-fi filmy musely také ustoupit do pozadí, i když díky stále propracovanějšími trikovým technologiím mohly nabídnout čím dál tím větší ohromující zážitek. Filmy jako Avatar či Transformers sice mají velký úspěch, ale je to především díky efektům a vizuálnímu zážitku než díky propracované akci.  
Největší podíl akčních sekvencí mají dnes tzv. supehrdinské filmy. Slavní komiksoví hrdinové jako Batman, Superman, Iron-Man či Captain America jsou posledních 15 let hlavními akčními hrdiny. Spektakulární souboje nadpozemsky silných jedinců na pozadí často obrovských celosvětových konfliktů nabízejí sice menší úroveň akce než nejznámější akční filmy z 80. či 90. let, ale jedná se aktuálně o nejpopulárnější typ filmů, do kterého jsou investovány největší rozpočty.

## Známé akční filmy a série
- Avengers
- Indiana Jones
- Mission: Impossible
- James Bond
- Predátor
- Rambo
- Smrtonosná past
- Smrtonosná zbraň
- Šílený Max
- Terminátor

## Známí herci akčních filmů
- Arnold Schwarzenegger
- Bruce Lee
- Bruce Willis
- Dolph Lundgren
- Jackie Chan
- Jason Statham
- Jean-Claude Van Damme

- Mel Gibson
- Steven Seagal
- Sylvester Stallone

## Známí režiséři akčních filmů
- James Cameron
- John McTiernan
- John Woo
- Michael Bay
- Tony Scott